# Samtredia
Samtredia est une ville de Géorgie.

## Géographie
Samtredia est située à l'ouest de la Géorgie, au fond d'une plaine bordant la mer Noire, dans la vallée du fleuve Rioni. Elle est à un nœud routier permettant de rejoindre Koutaïssi et Tbilissi à l'est, Batoumi au sud et Soukhoumi au nord.

## Histoire
La ville Samtredia (géorgien : სამტრედია « lieu des pigeons ») a obtenu son nom au XIXe siècle. Le nom ancien : Sanavardo (géorgien : « lieu de repos ou de promenades »). Située dans une province géorgienne Iméréthie (géorgien : იმერეთი), c’était une des propriétés de la dynastie des princes Mikeladze (géorgien : მიქელაძე) connue depuis le XIVe siècle.
En 1771, un explorateur et naturaliste allemand Johann Anton Güldenstädt a écrit : « à Sanavardo il y a beaucoup de bocages pleins de mûriers, de figuiers, de grenadiers, de pêchers, de pommiers, de poiriers, de pruniers, de cognassiers, de châtaigniers et de ceps de vigne qui s'entortillent autour de coudriers. Je n’ai jamais vu un tel nombre des arbres de fruits en mélange naturel. »

## Jumelages
| Ville | Ville | Pays | Pays   |
| ----- | ----- | ---- | ------ |
|       | Lod   |      | Israël |

## Personnalités

### Nées dans la ville
- Kakha Kaladze (né en 1978), footballeur